# Nikos Kainourgios
Nikos Kainourgios (8 september 1998) is een Grieks voetballer. Kainourgios speelt doorgaans als verdediger.

## Carrière
Kainourgios genoot zijn jeugdopleiding bij PAS Giannina, maar werd er in 2017 weggeplukt door PAO Aittitos Spata. Na één seizoen stapte hij over naar AE Sparta, waar hij als aanvaller vier keer scoorde in 25 competitiewedstrijden in de Football League. Ook hier bleef hij maar één seizoen, want in juli 2019 trok de verdediger naar de Belgische eersteklasser Zulte Waregem, waar hij een contract voor één jaar met optie ondertekende.
Op de eerste speeldag van het seizoen 2019/20 kreeg Kainourgios tegen KV Mechelen een basisplaats als linksachter. Pas op de 27e speeldag kreeg hij een nieuwe basisplaats, ditmaal tegen KV Oostende. Een week later mocht hij tegen KV Kortrijk in de slotfase invallen voor Gianni Bruno. Kort erna werd de competitie stilgelegd vanwege de coronapandemie. Ondanks zijn geringe aantal speelminuten werd zijn contract in het tussenseizoen verlengd. In het seizoen 2020/21 kreeg hij meer speelkansen, aanvankelijk als linkerverdediger of -middenvelder. Op de 21e speeldag kreeg hij voor het eerst een basisplaats als centrumspits, Kainourgios bedankte met twee goals in de 1-5-zege tegen Waasland-Beveren. Op het einde van het seizoen werd zijn aflopende contract niet verlengd.
1 Bostyn ·
3 Tanghe ·
4 Lemoine ·
7 Challouk ·
8 Rommens ·
9 Vossen  ·
10 Ablo Traoré ·
11 Gavriel ·
14 Barkarson ·
17 Diop ·
18 Tambedou ·
19 Nyssen ·
20 Hedl ·
21 Nnadi ·
22 Opoku ·
23 Van der Gouw ·
24 Erenbjerg ·
27 Diabaté ·
31 Willen ·
42 Dobbels ·
47 Labie ·
50 Van Damme ·
55 Cappelle ·
59 Demuynck ·
64 Sergeant ·
Coach: Vandenbroeck